# Кобылинцы
Кобылинцы (бел. Кабы́лінцы) — деревня в Верхнедвинском районе Витебской области Республики Беларусь. В составе Освейского сельсовета.

## История
До 31 марта 1977 года деревня входила в состав Лисненского сельсовета, до 10 октября 2013 года — в состав Чапаевского сельсовета Верхнедвинского района.
В 1883 году здесь была построена Церковь Святого Духа, которая разрушена в 1910 году.

## Население

### Численность
- 2019 год — 9 жителей

### Динамика
- 2019 год — 9 жителей (перепись населения)

## Достопримечательность

### Утраченное наследие
- Церковь Святого Духа (1883)